# Óscar González (pilote)
Pour les articles homonymes, voir Óscar González (homonymie), Gonzalez et Alonso.
Pas d'image ? Cliquez ici
Óscar Mario González Alonso, né le 10 novembre 1923 à Montevideo et mort le 5 novembre 2006 dans la même ville, est un pilote automobile uruguayen.

## Biographie
Durant toute sa carrière de pilote, Óscar González ne participe qu'à un seul Grand Prix de Formule 1, en Argentine en 1956 où il partage son volant avec son compatriote Alberto Uria sur une Maserati privée engagée par Uria ; ils terminent la course à la sixième position, à la porte des points, après s'être élancés de la treizième position.
C'est un grand ami du quintuple champion du monde de Formule 1, Juan Manuel Fangio.

## Résultats en championnat du monde de Formule 1
| Saison | Écurie       | Châssis        | Moteur      | Pneus   | GP disputé | Résultat | Points inscrits | Classement |
| ------ | ------------ | -------------- | ----------- | ------- | ---------- | -------- | --------------- | ---------- |
| 1956   | Alberto Uria | Maserati A6GCM | Maserati L6 | Pirelli | Argentine  | 6e       | 0               | non classé |